# Crespin (Aveyron)
Crespin é uma comuna francesa na região administrativa de Occitânia, no departamento de Aveyron. Estende-se por uma área de 18,35 km². Em 2010 a comuna tinha 315 habitantes (densidade: 17,2 hab./km²).